# Mühlscheid
Mühlscheid ist die Bezeichnung zweier Orte im Landkreis Trier-Saarburg in Rheinland-Pfalz.
Einerseits ist es die Bezeichnung für den Gemeindeteil Mühlscheid von Kell am See mit der Mühlscheidermühle
und andererseits für den Gemeindeteil Mühlscheid von Waldweiler mit dem Mühlscheider Hof.
Die Wohnplätze liegen nahe beieinander und werden durch den Kahlbach (Ruwer), der auch als Mühlscheider Bach bezeichnet wird, getrennt.
Ein Haus in Mühlscheid wurde erstmals 1342 genannt.
Das heutige Erscheinungsbild stammt im Wesentlichen aus dem 19. Jahrhundert.
1803 wurde die der Trierer Abtei Sankt Maximin gehörende Mühle versteigert, 1807 das kurtrierische Hofgut Mühlscheiderhof.
Ganz in der Nähe an der K 68 liegt 
die neugotische  Flurkapelle Mühlscheid,
die 1870/71 gestiftet wurde.
Es handelt sich dabei um ein Kulturdenkmal.